# Villa Lysis
Villa Lysis (chiamata inizialmente La Gloriette e successivamente anche come Villa Fersen) è una villa di stile eclettico sita nella parte settentrionale dell'isola di Capri, in via Lo Capo.

## Storia
Fu progettata nel 1905 da Édouard Chimot in stile liberty, su incarico del poeta francese, barone Jacques d'Adelswärd-Fersen che ne fece la sua dimora. Egli la realizzò in cima a una collina all'estremità nord-est dell'isola, vicino al luogo in cui, due millenni prima, l'imperatore romano Tiberio aveva costruito la sua Villa Jovis, e la chiamò Villa Lysis con riferimento al dialogo di Platone Liside sul tema dell'amicizia e - secondo i critici moderni - dell'amore omosessuale.
Roger Peyrefitte la descrisse come il simbolo vivente dell'alta Capri, raffinata e sottilmente negativa, eversiva e pagana. La dimora con biblioteca, fumeria di oppio, altari, costituita da richiami confusi al gusto neogotico e neoclassico, è inserita comunque nella tradizione edilizia isolana. La villa diventerà luogo di incontro degli omosessuali e degli oppiomani dell'isola. Furono ospiti della villa tra gli altri Hans Paule, Gilbert Clavel, Otto Sohon-Rethel, la marchesa Luisa Casati e la poetessa Ada Negri.

Ada Negri in un suo articolo pubblicato nel 1923 su L'Ambrosiano, descrisse così la villa, dove:
Alla morte di Fersen nel 1923 (forse suicidatosi con un'overdose) pare che la villa sia passata per testamento al suo amato Nino Cesarini, che dopo una disputa testamentaria, l'avrebbe poi venduta. Più verosimilmente la villa fu lasciata in usufrutto a Nino che dapprima la affittò, e poi la cedette alla sorella di Fersen, Germaine, che a sua volta la donò alla figlia, la contessa di Castelbianco.
Già mal ridotta nel 1923, mostrando evidenti segni di cedimenti e crolli, la villa vide gli ultimi lavori di manutenzione nel 1934. Nel 1985 il Ministero per i beni culturali e ambientali emise un decreto di vincolo temporaneo sulla proprietà, e nel contempo stabilì il proprio diritto alla prelazione; nello stesso anno fu creata la Fondazione Lysis. Nel 1988 il vincolo divenne definitivo. Rimasta per decenni in pessime condizioni, la villa è stata restaurata solo negli anni novanta con i fondi dell'Associazione Lysis e del Comune di Capri, a cura dell'architetto toscano Marcello Quiriconi, grazie ai quali dall'inizio degli anni duemila essa è di nuovo aperta alle visite.

## Descrizione
Una larga gradinata collega il giardino all'ingresso porticato della villa, sostenuto da quattro colonne ioniche istoriate con tessere musive dorate, la cui trabeazione reca un'iscrizione latina tratta da un'opera di Maurice Barrès:
Roger Peyrefitte nella sua opera L'esule di Capri ci dà una descrizione molto precisa del suo interno.
Piano terra

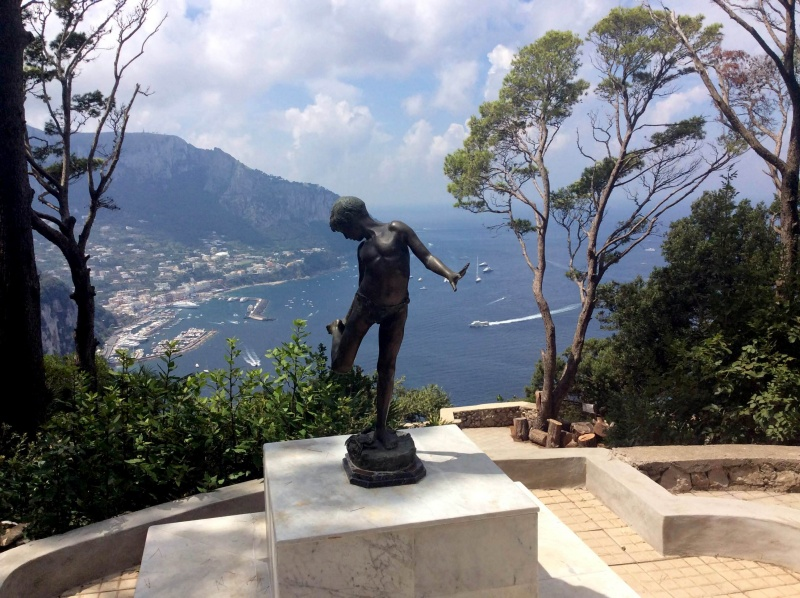
Panorama da Villa Lysis

Nell'atrio una scalinata di marmo con balaustra in ferro battuto adorna di pampini, portava al piano superiore; gli ingressi della veranda e del salone erano a sinistra; una biblioteca copriva le pareti di fronte. Nel centro sorrideva una copia del David di Verrocchio. La veranda, lastricata di piastrelle azzurre con greche bianche, si stendeva davanti al salone che, con tre larghe finestre, si apriva su di una terrazza a balaustre verso il Golfo di Napoli ed il Vesuvio. Quattro colonne corinzie scannellate d'oro come quelle del peristilio, sostenevano un soffitto a cupola. In un angolo c'era una stufa."
Piano superiore
Al piano di sopra - uno solo - c'era prima di tutto la camera di Nino, con una terrazza; poi la vasta camera di Jacques che terminava ad esedra, con tre finestre verso il golfo e tre verso il Monte Tiberio. Dall'altra parte del corridoio, una camera per gli ospiti […] e la sala da pranzo, servita da un montacarichi."
Seminterrato
Al seminterrato, le camere del personale, una seconda camera per gli ospiti […] e la fumeria d'oppio chiamata camera cinese. Questa si trovava all'estremità degli archi che, a sinistra del peristilio, sostenevano la veranda e la terrazza della grande sala. Le vaste dimensioni, il soffitto basso, le rocce che affioravano in un angolo, creavano una strana impressione. Due colonne con motivi di liane sormontate da un enorme architrave con figure simboliche, isolavano una specie di patio illuminato da finestrelle rotonde con vetri gialli. Sulle pareti scintillavano iscrizioni cinesi a lettere d'oro, incorniciate da mosaici."»
Nel giardino della villa vi è ancora un tempietto neoclassico circolare (monoptero) caratterizzato da colonne ioniche, mentre un sentierino sterrato scende direttamente al mare.